# رقص‌درمانی
رقص‌درمانی (به انگلیسی: Dance therapy) به نام کامل (به انگلیسی: Dance/movement therapy) یا به اختصار (DMT)، عبارت از استفاده روان‌درمان‌گرانه از حرکت و رقص برای حمایت از عملکردهای فکری، عاطفی و حرکتی بدن است. به عنوان شکلی از بیان درمانی، رقص درمانی به عنوان همبستگی میان حرکات و هیجانات در نظر گرفته می‌شود. به صورت عمومی یک دوره رقص درمانی دارای چهار مرحله اصلی است: آماده‌سازی، نهفتگی، درخشش، و ارزیابی. سازمان‌هایی مانند انجمن رقص‌درمانی آمریکا و انجمن برای رقص حرکت درمانی انگلستان عهده‌دار تهیه استانداردهای یکسان حرفه‌ای و آموزشی در این رشته‌اند. رقص‌درمانی در شرایط درمانی مختلفی مورد اجرا و آزمون قرار گرفته‌است.